# Identità di Bianchi contratte
In relatività generale e nel calcolo tensoriale, le identità di Bianchi contratte sono definite dalla formula:
{\displaystyle \nabla _{\rho }{R^{\rho }}_{\mu }={1 \over 2}\nabla _{\mu }R,}
dove {\displaystyle {R^{\rho }}_{\mu }} è il tensore di Ricci, {\displaystyle R} la curvatura scalare, e {\displaystyle \nabla _{\rho }}  denota la presenza di una derivata covariante. Sebbene le identità di Bianchi contratte siano una conseguenza delle identità di Bianchi, in realtà esse furono pubblicate per la prima volta dal matematico tedesco Aurel Voss nel 1880.